# HD 120874
HD 120874，又名BD+59 1533，SAO 28901、HR 5216，是一颗恒星，视星等为6.46，位于銀經108.83，銀緯56.94，其B1900.0坐标为赤經13h 47m 1.4s，赤緯+59° 56.94′ 4″。